# Говорова, Любовь Анатольевна
Любовь Анатольевна Говорова (род. 30 апреля 1954, Брюхово, Калужская область) — советская пловчиха в ластах.

## Карьера
Мастер спорта международного класса (1975).
Серебряный и бронзовый призёр первого чемпионата мира.